# United Express
United Express is een regionale luchtvaartmaatschappij, die onderdeel uitmaakt van de Amerikaanse luchtvaartmaatschappij United Airlines.

## Partners
| Luchtvaartmaatschappij | IATA | ICAO | Call Sign   | Vloot             |
| ---------------------- | ---- | ---- | ----------- | ----------------- |
| CommuteAir             | C5   | UCA  | COMMUTEAIR  | Embraer 145       |
| GoJet Airlines         | G7   | GJS  | LINDBERGH   | Bombardier CRJ550 |
| Mesa Airlines          | YV   | ASH  | AIR SHUTTLE | Embraer 175       |
| Republic Airways       | YX   | RPA  | BRICKYARD   | Embraer 170       |
| Republic Airways       | YX   | RPA  | BRICKYARD   | Embraer 175       |
| SkyWest Airlines       | OO   | SKW  | SKYWEST     | Bombardier CRJ200 |
| SkyWest Airlines       | OO   | SKW  | SKYWEST     | Bombardier CRJ550 |
| SkyWest Airlines       | OO   | SKW  | SKYWEST     | Bombardier CRJ700 |
| SkyWest Airlines       | OO   | SKW  | SKYWEST     | Embraer 175       |

## Vloot
De vloot van United Express bestaat uit de volgende toestellen (april 2025):
| Type              | In dienst | Orders | Opmerkingen    |
| ----------------- | --------- | ------ | -------------- |
| Bombardier CRJ200 | 78        | —      |                |
| Bombardier CRJ550 | 59        | 29     |                |
| Bombardier CRJ700 | 19        | 13     |                |
| Embraer 145       | 64        | —      |                |
| Embraer 170       | 14        | 14     | Naar Envoy Air |
| Embraer 175       | 226       | 33     |                |
| Totaal            | 460       | 89     |                |